# Glenea benguetana
Glenea benguetana är en skalbaggsart som beskrevs av Aurivillius 1926. Glenea benguetana ingår i släktet Glenea och familjen långhorningar.
Artens utbredningsområde är Filippinerna. Inga underarter finns listade i Catalogue of Life.